# Bruckenthal
Koordinaten: 50° 19′ 34″ N, 23° 52′ 43″ O

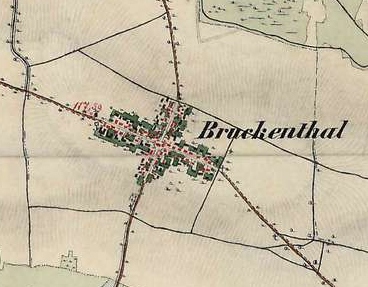
Bruckenthal auf der Franziszeischen Landesaufnahme um die Mitte des 19. Jahrhunderts

Bruckenthal (Brückenthal) ist eine ehemalige deutsche Ansiedlung in der westlichen Ukraine. Sie liegt nahe der Grenze zu Polen, etwa 50 Kilometer nördlich der Stadt Lwiw und gehört heute zum Territorium der Ortschaft Chliwtschany, die südwestlich der Stadt Bels liegt. 
Der Ort wurde 1786 von Kaiser Joseph II. gegründet und von Deutschen, die überwiegend aus der Pfalz stammten, besiedelt. Heute existiert nur noch der weitgehend zerstörte Ortsfriedhof. Auf einem Hügel in der damaligen Ortsmitte befindet sich ein Kreuz. Dort befand sich einst die hölzerne Kirche.
Unklar ist die Herkunft der Ortsbezeichnung Bruckenthal. Hierzu existieren verschiedene Ansichten. Demnach soll der Name von den Brücken abgeleitet sein, über die die Zufahrtsstraßen des Dorfes führten. Wissenschaftlich begründet ist jedoch die Namensgebung durch Samuel von Brukenthal, Vorstand der Siebenbürgischen Hofkanzlei in Wien und 1774 Gouverneur von Siebenbürgen.
Bereits im 19. Jahrhundert emigrierten verschiedene Familien aus Bruckenthal vor allem nach Nordamerika. Deren Nachfahren leben heute verstreut in den USA und Kanada. Der wohl bekannteste Mensch mit Wurzeln in Bruckenthal ist der ehemalige Premier von Manitoba und Generalgouverneur von Kanada, Edward Schreyer. Die Eltern seiner Mutter stammten aus Bruckenthal.